# 이요나다 지진
이요나다 지진(伊予灘地震)은 2014년 3월 14일에 일본의 이요나다에서 발생한 지진이다. 지진 규모는 M6.2. 에히메현 세이요시에서 최대 진도5강을 관측했다.

## 진도
아래는 일본 기상청 진도 계급 기준 진도5약 이상을 관측한 도도부현의 목록이다.
| 진도 | 도도부현                                 |
| ---- | ---------------------------------------- |
| 5강  | 에히메현                                 |
| 5약  | 히로시마현, 고치현, 야마구치현, 오이타현 |